# Чулок (Воронежская область)
Чуло́к — село в Бутурлиновском районе Воронежской области.
Административный центр Чулокского сельского поселения.

## Население
| 2010 |
| ---- |
| 610  |

## Улицы
| - ул. Гагарина, - ул. Молодёжная, - ул. Октябрьская, - ул. Первомайская, | - ул. Рабочая, - ул. Садовая, - ул. Советская. |